# Synagoge Güssing

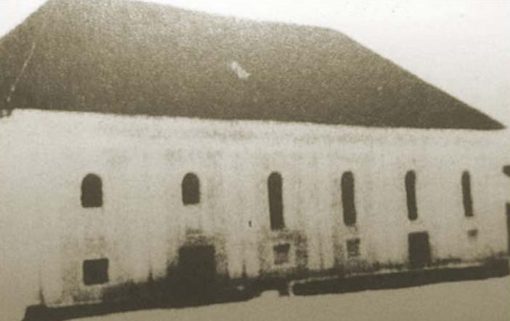
Die südseitige Straßenfront der Synagoge Güssing im Jahr 1910

Die Synagoge Güssing stand im Zentrum der Stadt Güssing im gleichnamigen Bezirk im österreichischen Bundesland Burgenland. Sie wurde 1837/1838 unter Grundherr Fürst Philipp Batthyány-Strattmann als Ersatz für einen zu klein geworden jüdischen Gebetsraum errichtet, und rund 100 Jahre von der Bevölkerung als solche genutzt. Während der NS-Zeit wurde das Gebäude geplündert und als Turn- und Versammlungshalle zweckentfremdet. Die Stadt Güssing erwarb das Gebäude nach dem Zweiten Weltkrieg und ließ an seiner statt das bis heute bestehende Rathaus errichten. Seit 1997 erinnert eine Gedenktafel im Eingangsbereich des Rathauses an die Vertreibung der jüdischen Bevölkerung und die Plünderung ihrer Synagoge.

## Lage und Umgebung

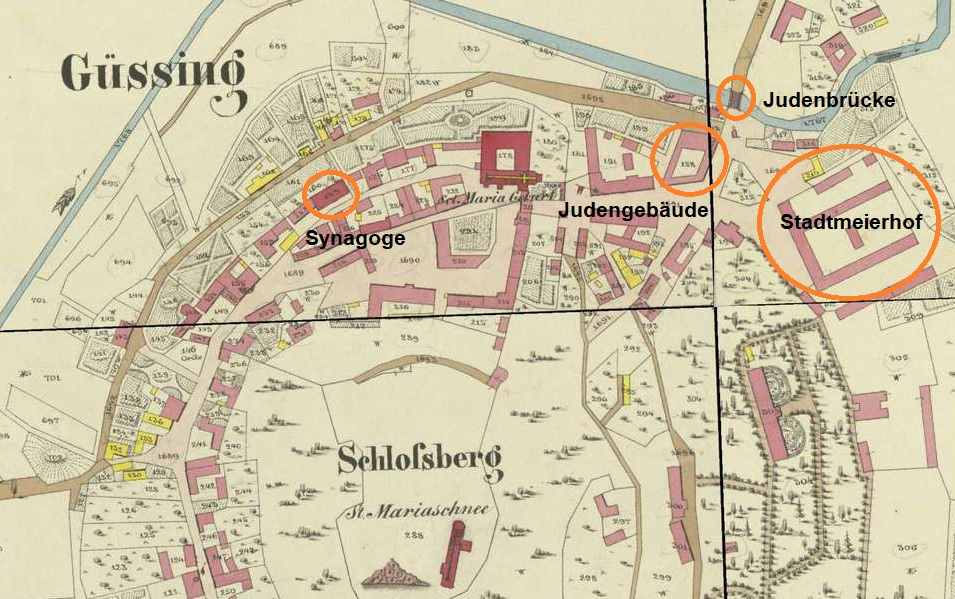
Kartenausschnitt mit den jüdischen Einrichtungen in Güssing in der zweiten Hälfte des 19. Jahrhunderts

Das Gebäude lag innerhalb der mittelalterlichen Stadtbefestigungen an den nördlichen Abhängen des Schlossberges mit der Burg Güssing, in der ehemaligen Inneren Stadt im Bereich des heutigen Rathauses mit der Adresse Hauptplatz 7. Sowohl das Westtor der Stadt im Bereich der heutigen Adresse Hauptstraße 7, als auch das an das Franziskanerkloster angrenzende Osttor der Stadt auf Höhe Pater-Gratian-Leser-Straße 1 waren rund 150 m von der Synagoge entfernt. An der Westseite der Synagoge grenzte das Wohnhaus von Rabbiner und Tempeldiener an, im Osten lag das sogenannte Polczer-Haus, an Stelle dessen sich das heutige Postamtsgebäude befindet. Auf der gegenüberliegenden Straßenseite mit dem heute unbebauten Hauptplatz stand bis 1958 die alte römisch-katholische Volksschule der Stadt. Etwa 70 m weiter westlich in der Hauptstraße 2 befand sich die jüdische Schule mit dem rituellen Bad im Tiefgeschoß, das von den Güssinger Juden Tunkh genannt wurde – eine Ableitung von tunken (tauchen).
Die Synagoge lag relativ weit entfernt vom jüdischen Ghetto der Stadt, das außerhalb der Stadtmauern im Bereich des heutigen Marktplatzes lag. Dort befand sich der Stadtmeierhof mit der ersten Synagoge der Stadt und einem rituellen Bad (Mikwe), ein von der jüdischen Bevölkerung als Wohn- und Geschäftshaus genutzter ehemaliger Schlossbau (Judengebäude), und die Judenbrücke. Diese überspannte den Stadtgraben, der parallel zur Grabenstraße verlief und die heutige Dammstraße Richtung Strem unterquerte. Ihren Namen erhielt die sie durch einen rituellen Brauch, bei dem die Gläubigen sich im Gebet auf der Brücke mehrfach gegen die Flussrichtung verneigten, und um Vergebung ihrer Sünden baten. Westlich des Judengebäudes lagen links und rechts der heutigen Pater-Gratian-Leser-Straße auch zwei Beherbergungsbetriebe im Eigentum jüdischer Familien, darunter das heute als Latzer-Haus bekannte Hotel zum goldenen Hirschen der Familie Latzer.

## Architektur und Ausstattung

### Äußeres
Die Synagoge bestand aus einem einfachen Ziegelbau auf rechteckigem Grundriss im Ausmaß von 30,39 m × 11,89 m. Sie verfügte über ein Walmdach und hatte an der Nordseite zur Grabenstraße und der Südseite zum heutigen Hauptplatz hin je 6 Fensterachsen mit rundbogigen Fenstern, von denen die beiden westlichsten etwas weniger hoch waren. Etwas unterhalb der Fenster waren rechteckige, vermauerte Fensteröffnungen vorhanden. An der straßenseitigen Südfassade verfügte das Gebäude über zwei Zugänge mit einem Tor, je unter dem zweiten Fenster von außen gesehen. Die Ostseite verfügte an der Außenfassade über zwei Pilasterfelder mit je einer rundbogigen, vermauerten Fensteröffnung. Die gesamte Fassade des Gebäudes war mit Putzfaschen versehen und wurde durch flache Doppelpilaster und ein umlaufendes Gesims gegliedert. An der Südseite war dem Gebäude eine Steinmauer mit drei Toren vorgebaut, die auch das westseitig angrenzende Rabbinerhaus mit einschloss. Zum Polczerhaus hin war dem Gebäude ein kleiner Garten vorgelagert.

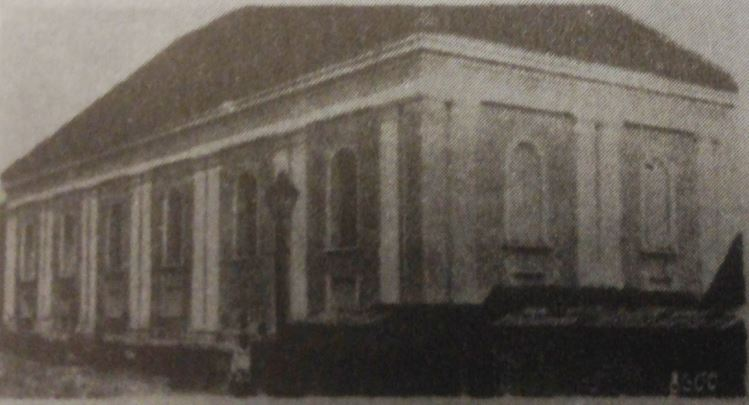
Süd- und Ostseite der Fassade mit den Rundbogenfenstern und ihrer Pilaster- und Gesimsgliederung

### Inneres
Der Innenraum der Synagoge verfügte über zwei Vorhäuser und einen großen Hauptraum mit Empore, die über einen separaten Ein- und Ausgang verfügte, und vom Hauptraum mit einer geschnitzten Sprossenwand abgetrennt war. Diese Empore war den weiblichen Gläubigen vorbehalten. Der große saalartige Hauptraum verfügte über eine Pilastergliederung mit marmoriert colorierten Stuckelementen und einem breiten umlaufenden Gesims unterhalb der Decke. Ausgeleuchtet wurde er durch mehrere, mit Kerzen ausgestattete Luster.
An der Ostseite des Raumes waren – im Gegensatz zur Außenfassade mit ihrer Zweigliederung – drei Pilasterfelder vorhanden. Das mittlere der drei Felder verfügte über einen hohen Säulenaufbau mit zwei Paaren korinthischer Säulen, der optisch einem barocken Altaraufbau ähnelte, und der als Thoraschrein diente. Im Zentrum zwischen den Säulen befand sich hinter einem kleinen Vorhang der Thoraschrank mit fünf bis sechs Thorarollen mit Thoraschmuck. Vor dem Schrein befand sich die Bima, der Platz des Kantors. Sie bestand aus einem viereckigen, erhöhten Platz mit Lesepult, der von einer halbhohen Brüstung mit gedrechselten Sprossen umgeben war. Das Pult konnte über eine rechts in der Brüstung vorhandene Öffnung erreicht werden. Im Bereich der Bima war auch eine Menora vorhanden. An der Decke zwischen Bima und Thoraschrein war ein Schofar mit Segensspruch (Brahar) aufgemalt. Der Spruch umgab den Schofar u-förmig und lautete in deutscher Übersetzung: „Gelobt sei der Ewige, unser König der Welt, der uns mahnt zu blasen und zu hören und zu verstehen die Töne des Schofars.“
Links und rechts der Bimah befanden sich die Sitzpulte für die Gläubigen. Sie verfügten an jeder ihrer Türpforten über Wasserbehälter zum Waschen der Hände und waren mit Gebetsbüchern, Gebetsriemen und –mänteln ausgestattet. Rechts neben dem Säulenaufbau des Thoraschreines war außerdem an der Wand eine Uhr mit römischen Ziffern angebracht, die laut den Beschreibungen von Zeitzeugen sehr wertvoll gewesen sein soll.

## Geschichte

### Die Jüdische Gemeinde
Wann sich die ersten Juden in Güssing ansiedelten ist historisch umstritten. Die am weitesten zurückreichenden Angaben sprechen von einer Immigration von aus der Steiermark vertriebenen Juden im 15. Jahrhundert. Wahrscheinlicher ist aber die erste Ansiedlung von möglicherweise sephardischen Juden um das Jahr 1680 herum. Urkundlich nachgewiesen ist eine jüdische Gemeinde ab dem Jahr 1730 – damals allerdings noch als Tochtergemeinde von Rechnitz. Beide Orte gehörten zu den zahlreichen Grundherrschaften der Familie Batthyány, die die Ansiedelung von Juden in ihren Herrschaftsgebieten aus wirtschaftlichen Gründen förderte. Vermutlich wegen Unstimmigkeiten spalteten sich die Güssinger Juden aber in den 1730er-Jahren aber von der Muttergemeinde Rechnitz ab.

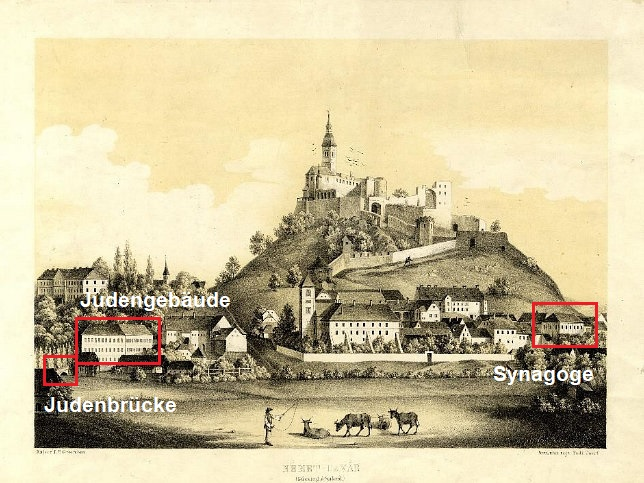
Lithografie von Güssing aus der Zeit um 1840 mit einigen in rot markierten jüdischen Einrichtungen der Stadt

In den darauf folgenden 100 bis 120 Jahren kam es zu einem kontinuierlichen Wachstum der Gemeinde, das seinen Höhepunkt Mitte des 19. Jahrhunderts erreichte. Lebten um 1800 herum noch 257 Personen jüdischen Glaubens in Güssing, waren es 1857 bereits 750, und damit rund 40 % Prozent der Bevölkerung. Dieses Wachstum ging einher mit einer Zunahme jüdischer Einrichtungen in der Stadt. Ab den 1850er-Jahren standen der Gemeinde die neue Synagoge in der historischen Altstadt zur Verfügung, ein rituelles Bad, ein bis heute bestehender Friedhof, eine jüdische Volksschule mit vier Klassen, sowie zwei große Wohn- und Geschäftshäuser – das Judengebäude und der ehemalige Stadtmeierhof. Die Juden waren in das wirtschaftliche und gesellschaftliche Leben der Stadt stark integriert. Sie waren als Kleinhändler und Handwerker tätig, besaßen später aber auch größere, für die lokale Wirtschaft bedeutende Betriebe. Dazu zählten der Ziegelofen des Samuel Latzer, das Sägewerk der Firma Schmergel & Cohn, der Molkereibetrieb Farkas, die Gemischtwarenhandlung Weiss, die Fleischhauerei Samuel Heuberger, und die Gastwirtschaft der Familie Latzer im bis heute bestehenden Latzer-Haus. Das Verhältnis zwischen Juden und Christen sei laut Berichten jüdischer Zeitzeugen freundschaftlich gewesen. Rabbi Jakob Grünfeld sei eine von Juden und Nichtjuden der Stadt geschätzte Persönlichkeit gewesen, der gute Kontakte zum katholischen Pfarrer gehabt, und sogar mit dem Wiener Kardinal Innitzer bekannt gewesen sei. Bei Begräbnissen oder in der Synagoge veranstalteten Versöhnungsabenden, habe die Mehrheit der Besucher häufig aus Nichtjuden bestanden – teilweise bis zu 75 %.
Ab der zweiten Hälfte des 19. Jahrhunderts kam es aufgrund der Industrialisierung allmählich zu einer Abwanderung der jüdischen Bevölkerung in die nächstgelegenen städtischen Zentren von überregionaler Bedeutung, wie Wien, Graz oder Budapest. So lebten um 1930 herum nur noch etwa 100 Juden in der Stadt, und damit lediglich rund 3 % der Gesamtbevölkerung. Trotz der Massenemigration, die der jüdischen Gemeinde zusetzte, spielten die Juden und die jüdischen Betriebe bis in die Zwischenkriegszeit hinein eine nicht unwesentliche Rolle in der Stadt.

### Die erste Synagoge
Die Einrichtung einer ersten Synagoge war das Ergebnis der Bestrebungen der lokalen jüdischen Bevölkerung sich von ihrer Muttergemeinde Rechnitz zu lösen. Sie stellte 1732 ein Gesuch an den Güssinger Grundherren, den ungarischen Hofkanzler und Palatin Ludwig I. Ernst Batthyány, unter seinen Schutz treten zu dürfen. Diesem Gesuch, das auch die Bereitstellung von Wohnungen durch Ludwig und die Einrichtung einer Synagoge in Güssing inkludierte, wurde stattgegeben, und die Juden bekamen 1742 im Stadtmeierhof in der damaligen Unteren Stadt Wohnungen für 14 Parteien und ein Gebetsraum zur Verfügung gestellt. In dem Gebäude, das sich zum Zentrum des jüdischen Lebens entwickelte, waren auch Verkaufsflächen, eine Rabbinerwohnung, und eine im Gewölbekeller befindliche Mikwe untergebracht. Erweitert wurden diese Einrichtungen im ersten Viertel des 19. Jahrhunderts durch die Übergabe eines weiteren Wohn- und Geschäftshauses an die Juden der Stadt durch einen der Grundherren von Güssing, den Grafen Johann Nepomuk I. aus der Scharfensteiner Linie der Batthyány. Dieses sogenannte Judengebäude am Marktplatz und Teile des ehemaligen Stadtmeierhofes in der heutigen Faludistraße etwas weiter südlich sind bis heute erhalten.

### Die zweite Synagoge

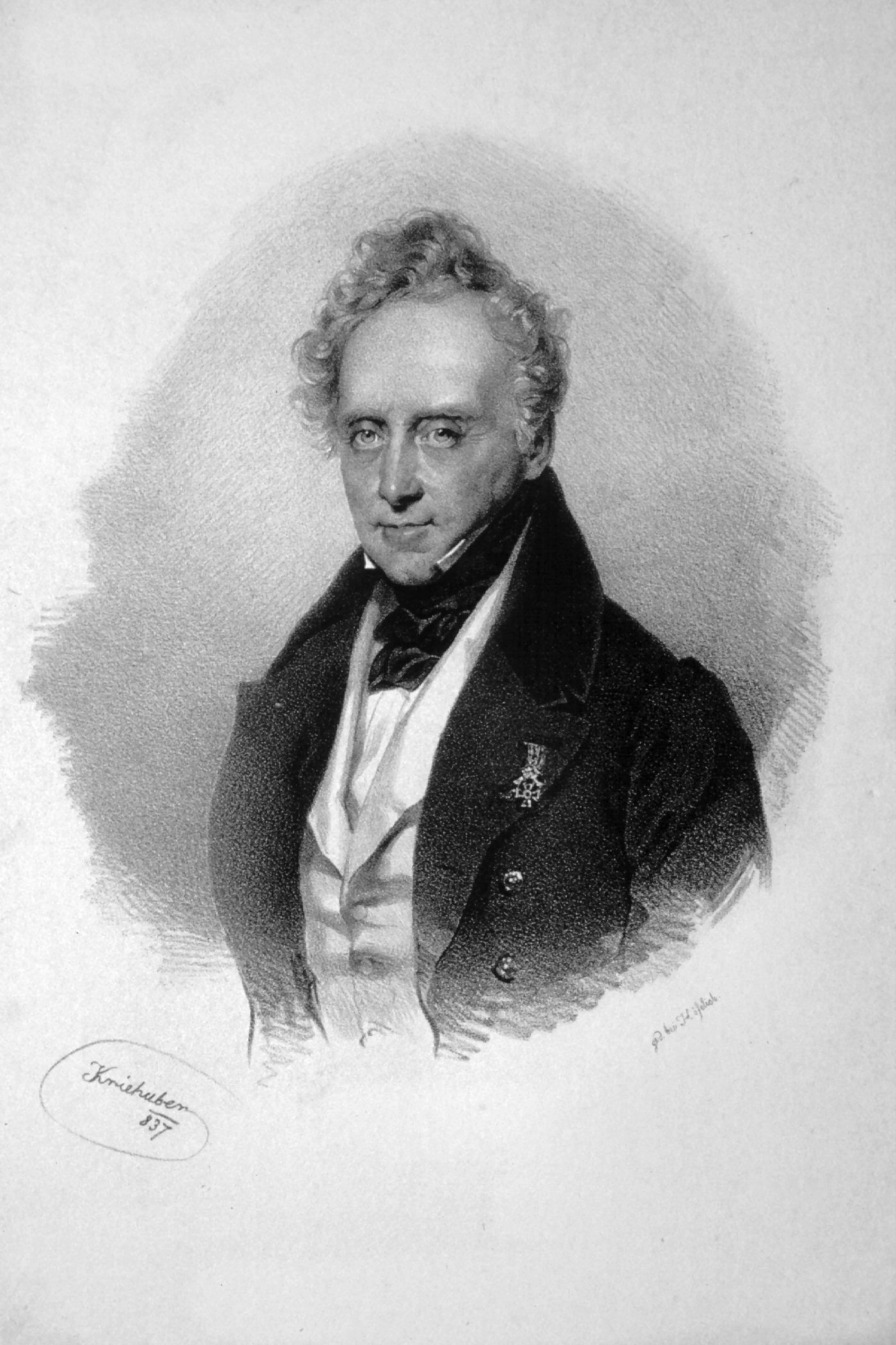
Fürst Philipp Batthyány-Strattmann ließ die zweite Synagoge 1837/1838 mitten im Stadtzentrum errichten

Aufgrund des starken Anstieges der jüdischen Bevölkerung von 44 Personen 1742 auf 526 im Jahr 1839, wurde der Gebetsraum im Stadtmeierhof allmählich zu klein. Vor allem an hohen Festtagen kam es zu Platzproblemen. Der Inhaber der fürstlichen Grundherrschaft von Güssing, Philipp III. Batthyány-Strattmann, ließ daher 1837/1838 eine neue Synagoge errichten. Lage und Ausgestaltung des neuen Tempels verdeutlichten die zunehmende Bedeutung der jüdischen Bevölkerung, sowie die Förderung des jüdischen Lebens durch Fürst Philipp, der als Humanist und Mäzen großes Ansehen in seinen Herrschaften genoss. Die Synagoge lag nun im Zentrum der historischen Altstadt, in unmittelbarer Nachbarschaft zu Franziskanerkloster und Klosterkirche Güssing mit der Batthyány-Familiengruft, sowie zu Kastell Batthyány und Kastell Güssing – zwei neuzeitlichen Schlossbauten, die als Wohnsitz für diverse Mitglieder der weit verzweigten Herrscherfamilie genutzt wurden.
1840 erwarb die jüdische Gemeinde das Gebäude von Philipp um 6000 Gulden. Der Fürst bestand als Grundherr aus formaljuristischen Gründen aber auf ein Miteigentum, weshalb die Gemeinde ihm jährlich den Betrag von 3 Dukaten zur Wahrung der Besitzrechte entrichten musste.

### NS-Zeit und Folgen
Nach dem Anschluss Österreichs an das Deutsche Reich 1938 verließ der Großteil der zu diesem Zeitpunkt aus 75 Mitgliedern bestehenden jüdischen Gemeinde fluchtartig die Stadt, um den Repressalien der Nationalsozialisten zu entgehen. Die Fluchtbewegungen führten unter anderem über Wien oder Italien ins weitere Ausland nach Übersee, etwa in die USA. Die in Güssing verbliebenen Juden wurden größtenteils auf Lastkraftwagen verladen, zur ungarischen oder jugoslawischen Grenze gebracht und an dieser des Landes verwiesen. Bereits im März 1938 – dem Monat des Anschlusses – meldeten die örtlichen NS-Behörden Güssing als „judenfrei“.
Während der Novemberpogrome in der Nacht vom 9. auf den 10. November 1938 wurde die Inneneinrichtung der Synagoge teils zerschlagen, teils aus dem Gebäude getragen und davor verbrannt. Von SA-Männern wurde auch mehrfach versucht das Gebäude selbst in Brand zu stecken – allerdings ohne Erfolg. Das beschädigte Gebäude wurde anschließend zur Turn- und Festhalle umgestaltet und am 12. Februar 1939 als solche eröffnet. Auf späteren Fotoaufnahmen des Gebäudes ist dieser Umbau an der geänderten Fassadengestaltung erkennbar. Die vormals rundbogigen Fensteröffnungen wurden durch rechteckige ersetzt, der Großteil der Fassadenornamentik mit ihren Pilastern und Gesimsen wurde abgeschlagen.
Das Gebäude wurde nach dem Zweiten Weltkrieg von der Gemeinde Güssing angekauft und 1953 teilweise abgetragen, um an seiner Stelle ein Wohn- und Amtshaus zu errichten. Nach einigen Planungen mit verschiedenen Nutzungskonzepten, die je nach Entwurf mehrere unterschiedliche öffentliche Einrichtungen inkludiert hätten, wurde zwischen 1953 und 1958 ein von Architekt Anselm Podlipny geplantes Gebäude mit Rathaus, Stadtkino und Wohnungen erbaut. Der Kinosaal des Neubaus wurde dabei auf den Fundamenten und unter Einbeziehung von rund zwei Dritteln der Außenmauern der ehemaligen Synagoge errichtet. Er wurde mittlerweile zum Stadtsaal umgestaltet, besteht aber bis heute zum größten Teil aus den genannten Bauteilen der ehemaligen Synagoge.

## Gedenksteine
- Seit 1997 befindet sich im Vorbau des Rathauses eine Gedenktafel mit folgender Inschrift:„Zum Gedenken an den Leidensweg unserer jüdischen Bürger. Hier stand Ihre Synagoge, die von den Nationalsozialisten durch Plünderung entweiht und zweckentfremdet wurde. Die Stadtgemeinde“.[29]
- Im November 2021 wurden in der Innenstadt von Güssing zehn Stolpersteine verlegt. Zwei davon vor dem Rathaus, in Erinnerung an den letzten Rabbi von Güssing, Jakob Grünfeld (1865–1947), und seine Frau Ida Grünfeld geb. Baum (1886–?). Beide lebten im Rabbinerhaus neben der Synagoge.[30][31]

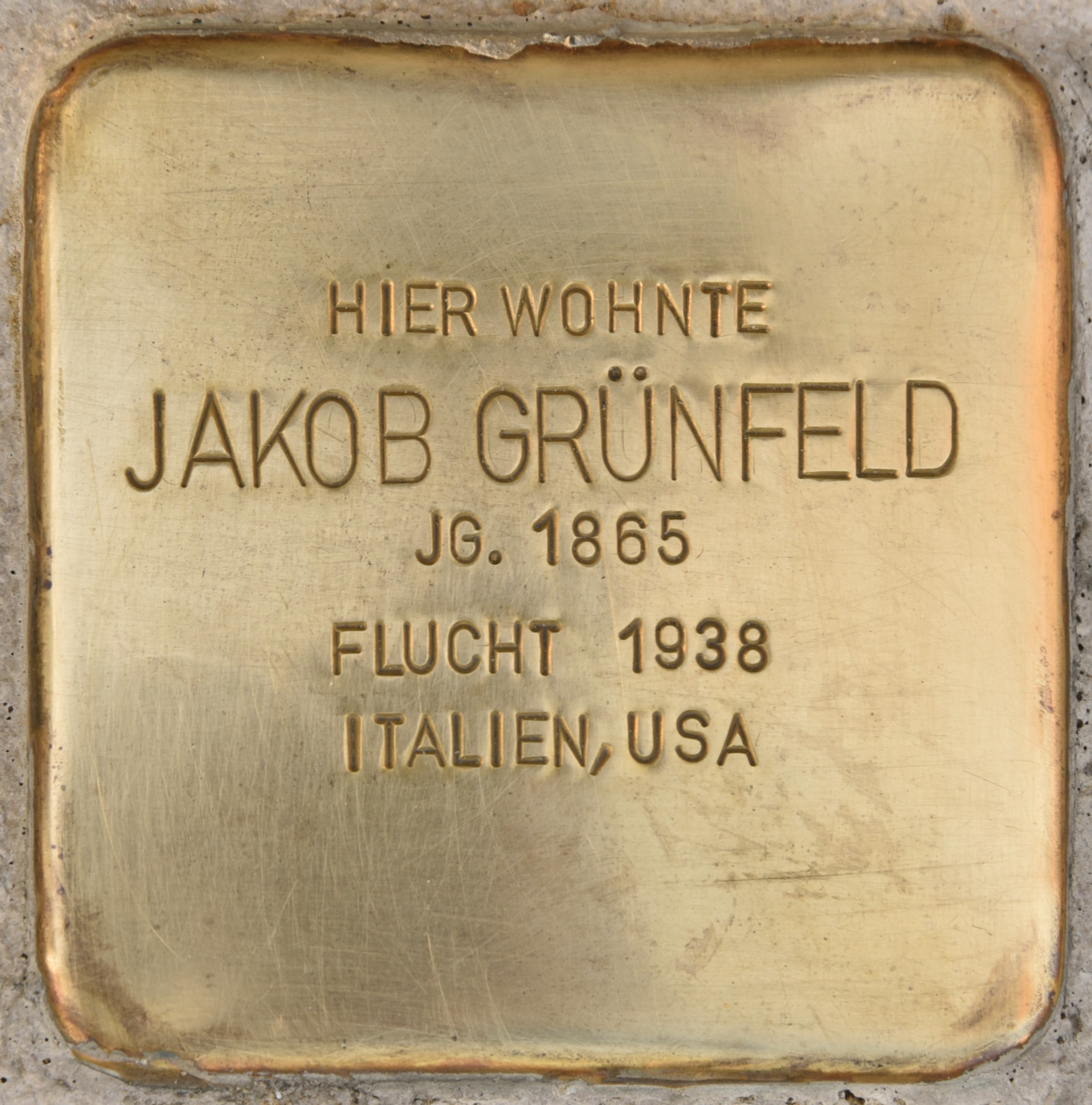
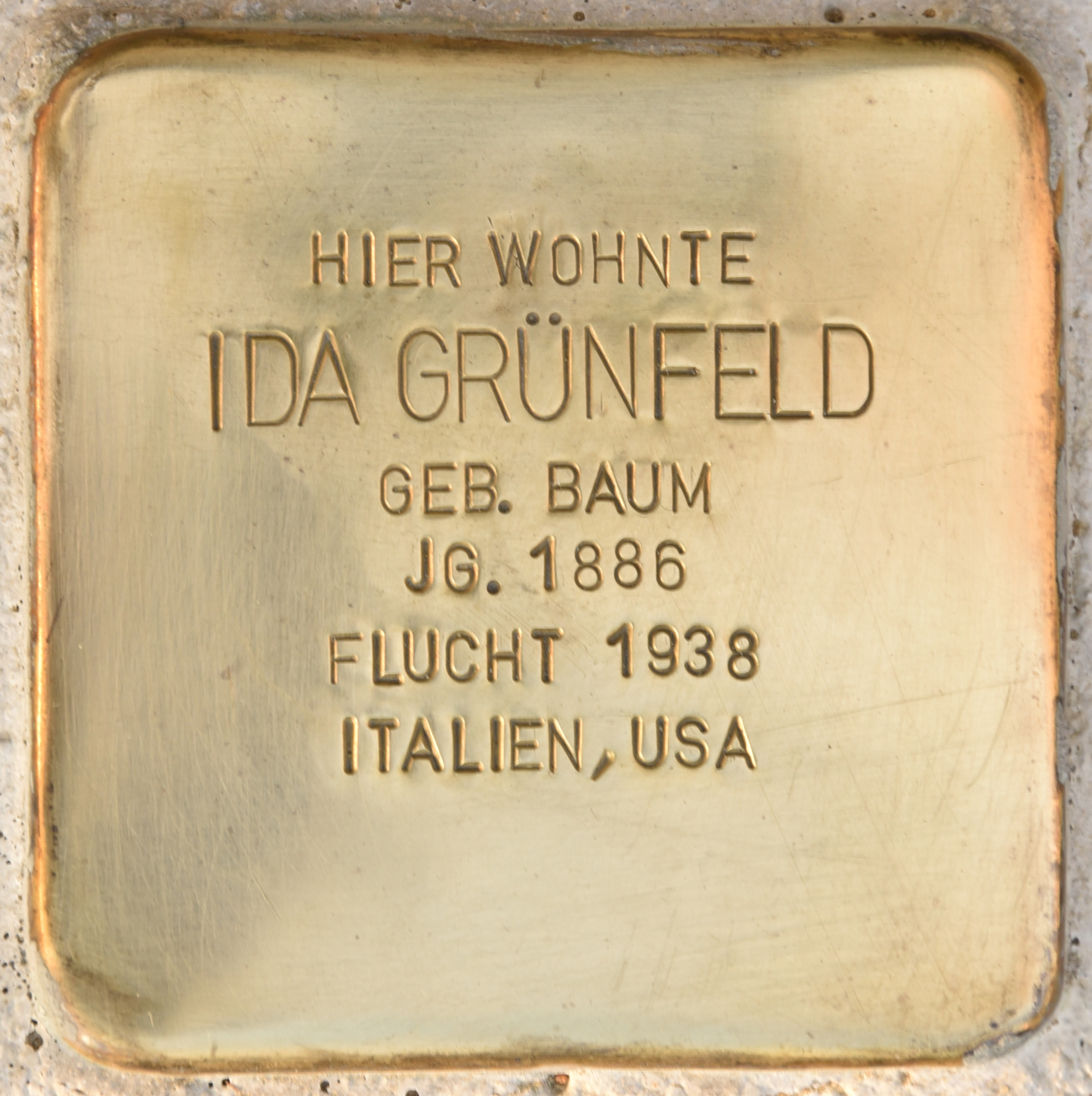